# Königliches Waschhaus (Berlin)

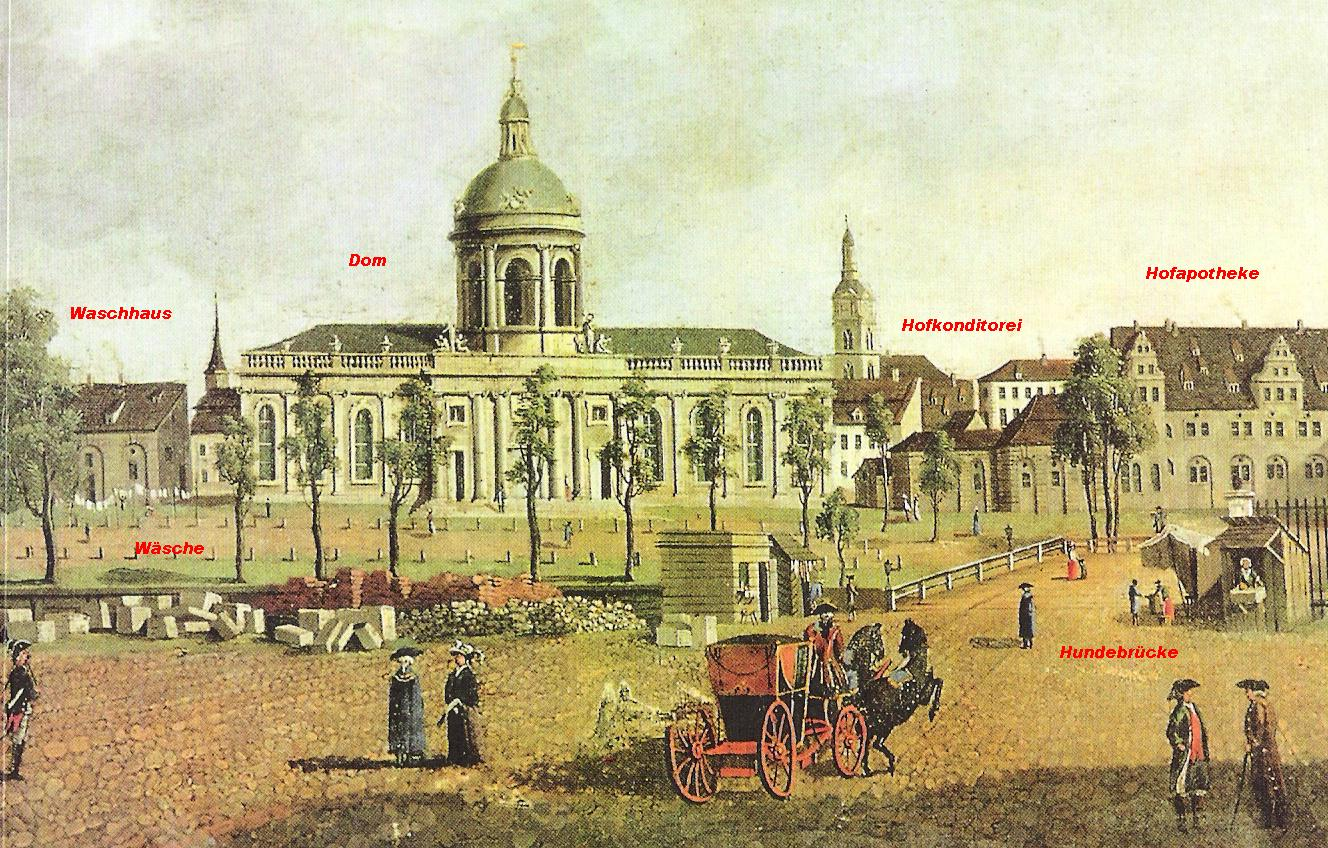
Blick in den Berliner Lustgarten um 1788
Gemälde von Carl Traugott Fechhelm, Ausschnitt

Das königliche Waschhaus war ein Gebäude im Lustgarten in Berlin, das von ca. 1720 bis 1845 zwischen der Alten Börse und dem Berliner Dom bestand.

## Die Umgestaltung des Lustgartens

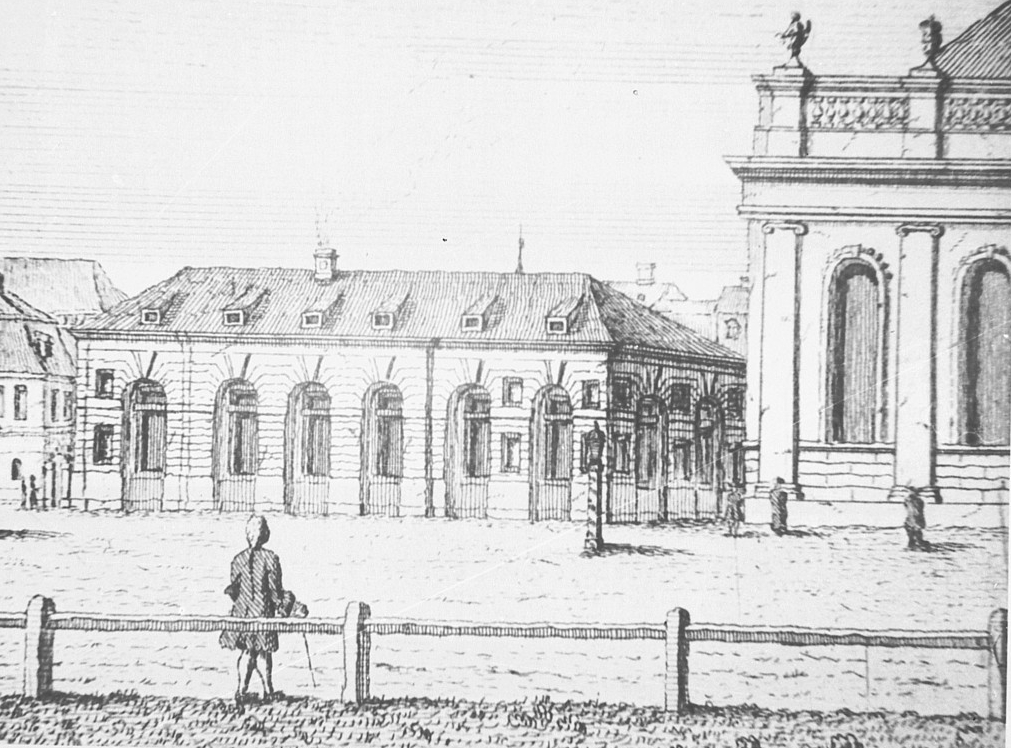
Das Königliche Waschhaus am Lustgarten in Berlin, um 1770

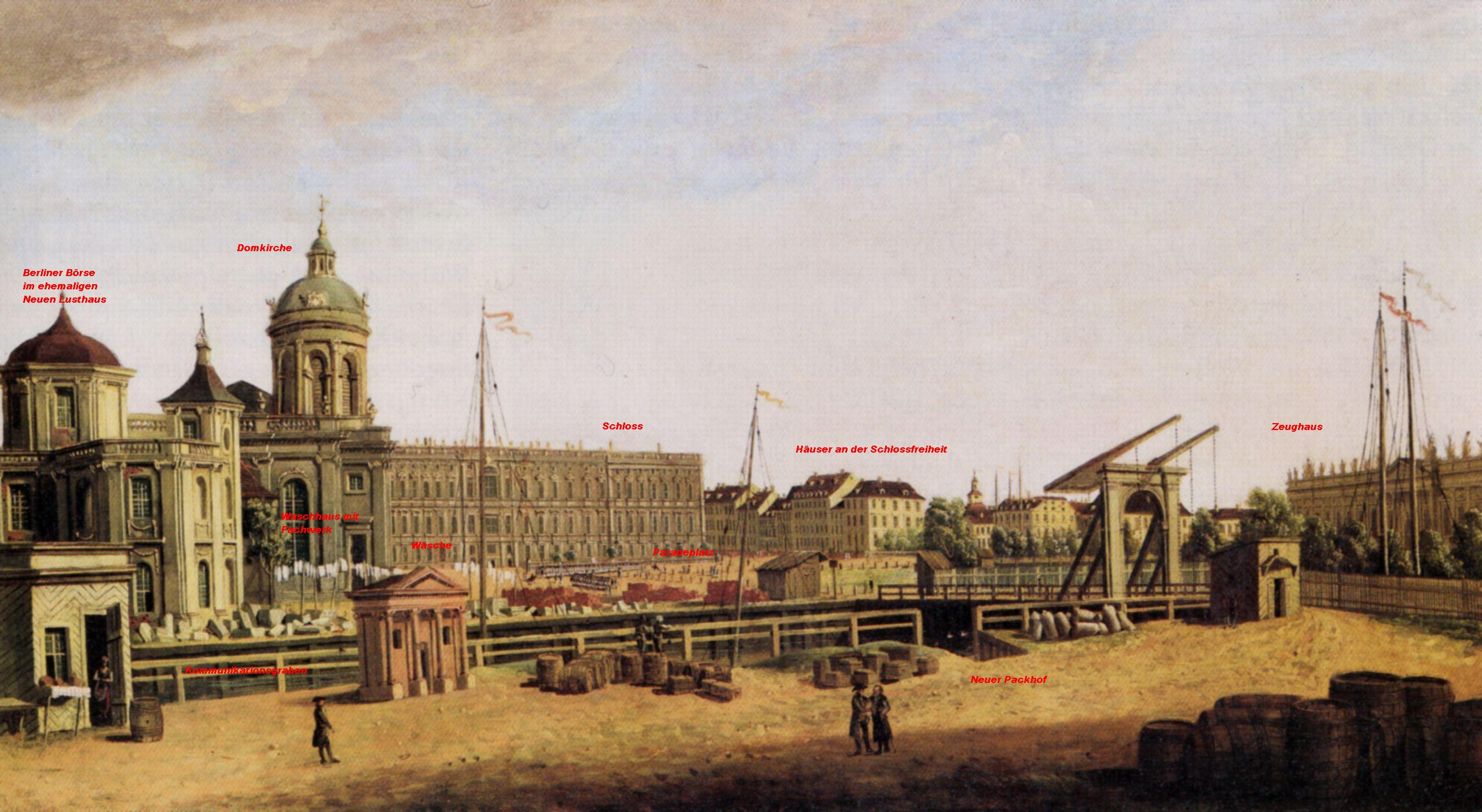
Blick in den Berliner Lustgarten vom Neuen Packhof aus, um 1785. Das Waschhaus ist links zwischen dem Börsengebäude und der Domkirche zu erkennen.
Gemälde von Carl Traugott Fechhelm

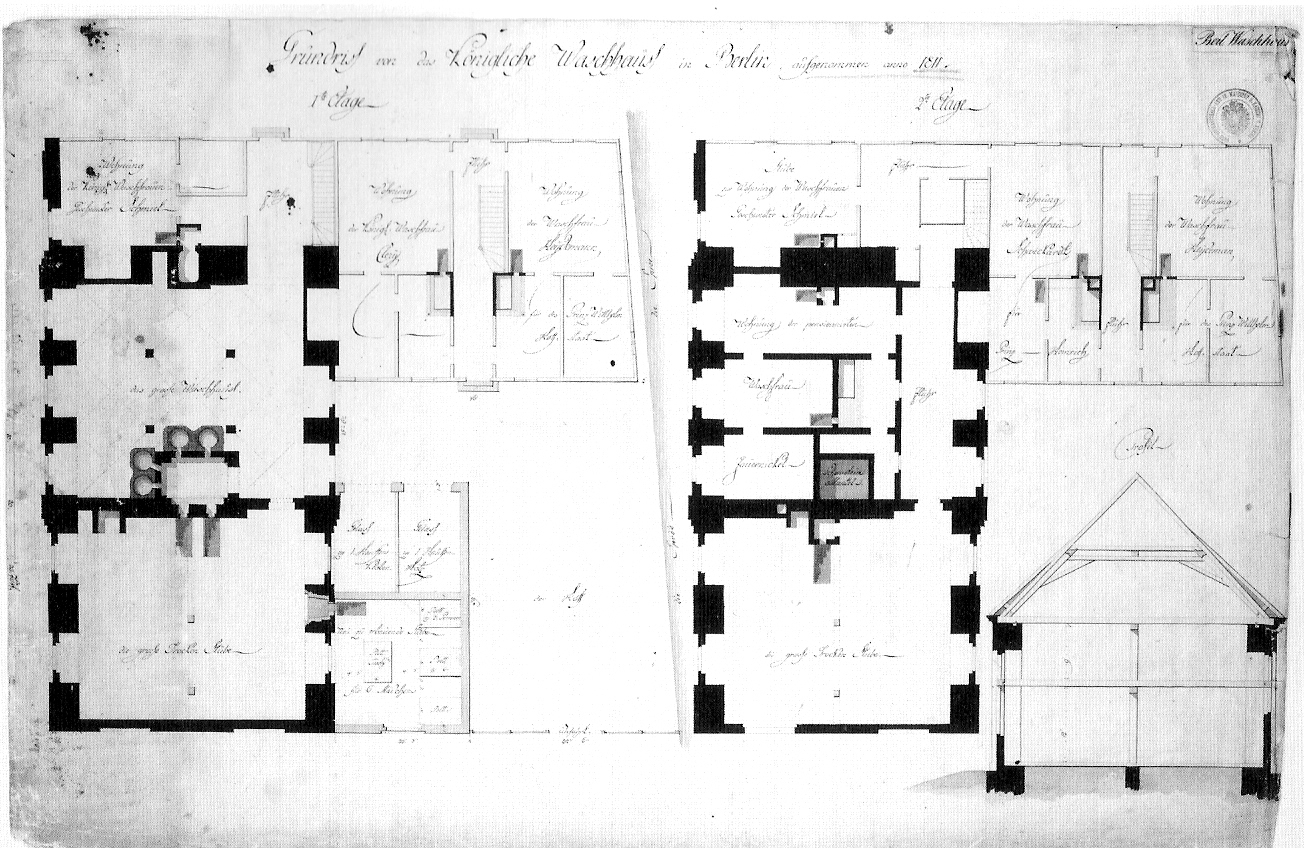
Grundriss des Erdgeschosses und des Obergeschosses des Königlichen Waschhauses, 1811

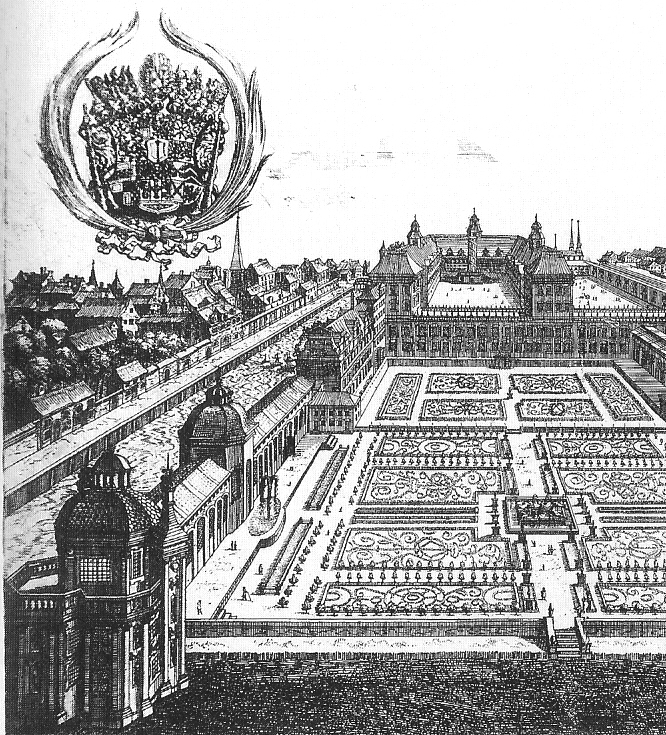
Ansicht des Bibliotheksflügels im Berliner Lustgarten (vorne links das Neue Lusthaus, später Berliner Börse)
Zeichnung von Elsholtz, 1666

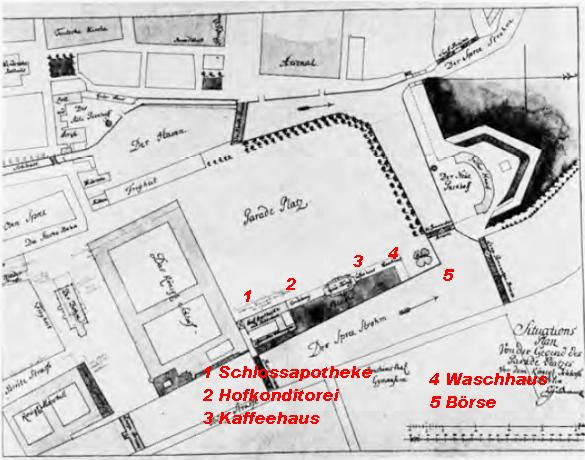
Der unfertig gebliebene Bibliotheksflügel am Berliner Lustgarten wurde nach 1713 für verschiedene praktische Zwecke genutzt
Zeichnung von Christian Friedrich Feldmann, 1747

Im Rahmen seiner Bemühungen, den Raum des Lustgartens praktischer zu nutzen, ließ der Soldatenkönig Friedrich Wilhelm I. nicht nur den kunstvollen Garten, den sein Großvater, der Große Kurfürst, und sein Vater König Friedrich I. angelegt hatten, in einen sandigen Exerzierplatz (Paradeplatz) verwandeln, sondern überließ auch das an seinem nördlichen Rande gelegene Neue Lusthaus, in dem früher galante Festlichkeiten stattgefunden hatten, einem französischen Unternehmer für die Einrichtung einer Tapetenmanufaktur.
Von seinem Vater geerbt hatte König Friedrich Wilhelm I. außerdem das großartige, aber nur halb realisierte Projekt einer langgezogenen Bibliothek bzw. eines langen (mit Büchern geschmückten) repräsentativen Ganges, durch den ausländische Gesandte das Königsschloss betreten sollten. Als Überrest dieses Projekts zog sich an der östlichen Seite des Lustgartens entlang der Spree eine pompös gestaltete Anlage mit Arkaden hin. Am nördlichen Ende der Bibliotheksanlage direkt neben dem als Tapetenmanufaktur genutzten Neuen Lusthaus (in dem ab 1739 die Berliner Börse untergebracht wurde) ließ Friedrich Wilhelm I. um 1720 das Waschhaus errichten.

## Die Erbauung des Waschhauses
Beim Bau des zweigeschossigen Waschhauses wurde ein Teil der Bibliotheksanlagen für das Waschhausgebäude genutzt. Zusätzlich, im rechten Winkel, angebaut wurde ein Gebäudetrakt, der sich zur Spree hin erstreckte. Das Waschhaus erhielt dadurch die Form eines „L“. Das Waschhaus war nach Nicolai teils massiv und gewölbt gebaut, teils nur „mit Holz durchsetzt“. Auch ein Bild des Malers Carl Traugott Fechhelm zeigt, dass das Waschhaus zum Teil als Fachwerkbau errichtet wurde (vgl. dritte Abbildung rechts). Hierbei handelt es sich – wie der Grundriss des Gebäudes zeigt – um den am Ende der alten Bibliotheksgalerie angebauten Gebäudetrakt. Das Waschhaus enthielt – nach Ausweis der überlieferten Grundrisse – im Jahr 1811 im Erdgeschoss einen großen Waschraum mit mehreren Wasserbecken sowie eine „große Trockenstube“, die als luftige Halle gestaltet war, die beide Geschosse umfasste. Außerdem befanden sich im Waschhaus sechs Dreizimmerwohnungen für die Waschfrauen, darunter eine Wohnung für die „pensionierte Waschfrau“. Hinter dem Waschhaus erstreckte sich entlang der Spree eine freie Geländefläche, die als Bleiche für die Wäsche genutzt wurde.

## Die Funktion des Waschhauses
Im königlichen Waschhaus wurde die gesamte den königlichen Personen gehörende Leibwäsche gewaschen. Dabei war jede Waschfrau für eine bestimmte Person der königlichen Familie zuständig. Wie Bilder des Malers Carl Traugott Fechhelm zeigen, wurde die königliche Wäsche trotz des im Waschhaus vorhandenen großen Trockenraums und der hinter dem Haus vorhandenen Bleiche gelegentlich auch relativ öffentlich auf einer Wäscheleine vor dem Waschhaus getrocknet (vgl. erste und dritte Abbildung rechts).

## Weitere Bauten in der Umgebung des Waschhauses
Ab 1721 bestand neben dem Waschhaus in den Räumlichkeiten der alten Galerie eines der ersten öffentlichen Kaffeehäuser von Berlin. Zwischen 1747 und 1750 ließ König Friedrich II. einen barocken Dom am Lustgarten neu errichten. Nach der Überführung der kurfürstlichen Särge in den Neubau wurde der alte baufällig gewordene Dom an der Südwestseite des Schlosses abgerissen. Architekten dieses am 6. September 1750 geweihten Neubaus waren der aus den Niederlanden stammende Johann Boumann d. Ä. sowie Georg Wenzeslaus von Knobelsdorff. Diejenigen Überreste des alten Bibliotheksbaus, die dem Neubau der Domkirche im Wege standen, wurden niedergerissen. Dem Kaffeeausschank wurde zur Entschädigung eines von den leerstehenden Zimmern der Maler-Akademie angewiesen. Das Waschhaus verblieb jedoch an seinem Ort und lag nun zwischen dem neuen Domgebäude und der Berliner Börse (für die – nach dem Abriss des Lusthauses – an derselben Stelle zwischen 1800 und 1802 ein neues Börsengebäude errichtet wurde).

## Vom Waschhaus zum „Campo Santo“

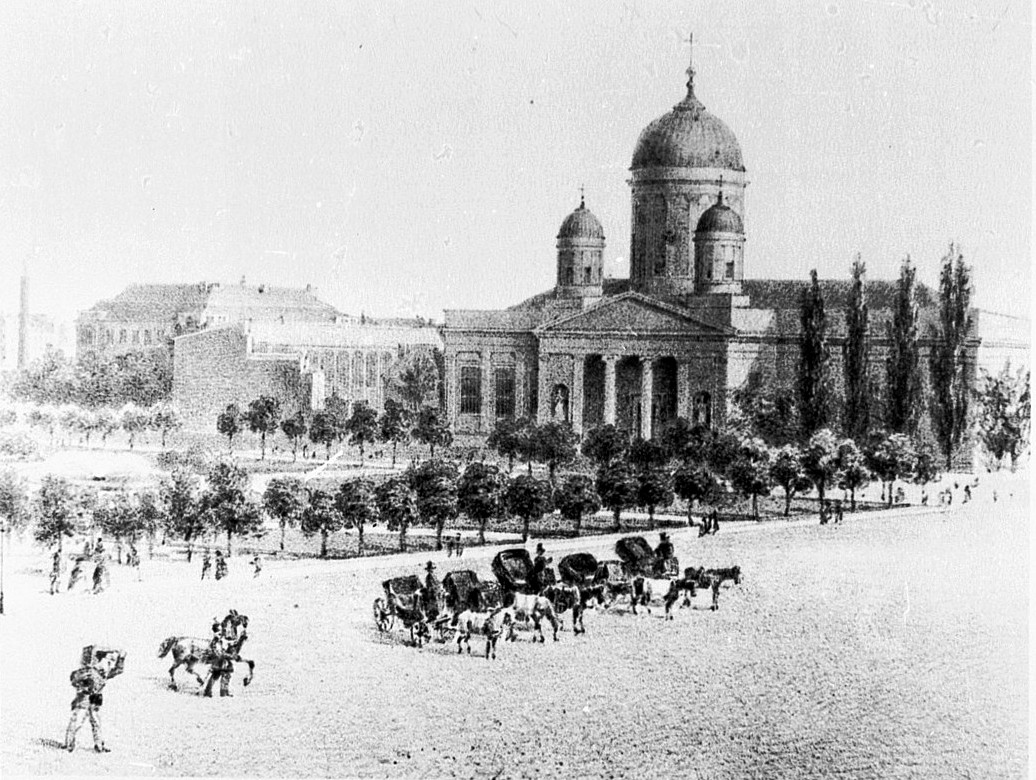
An der Stelle des alten Waschhauses (links des Schinkel-Doms) wurde 1848 ein hochummauerter königlicher Begräbnisplatz („Campo Santo“) eingerichtet
Grafik von R. Meinhardt

Im Zusammenhang mit den Plänen König Friedrich Wilhelms IV. für einen neuen Dombau, der durch den Architekten Friedrich August Stüler verwirklicht werden sollte, wurde das Königliche Waschhaus 1845 abgerissen. An der Stelle des profanen Gebäudes wurde neben dem Dom bis 1848 ein ummauerter Begräbnisplatz für die Königliche Familie der Hohenzollern eingerichtet, von König Friedrich Wilhelm IV. auch „Campo Santo“ genannt. Diese Anlage konnte jedoch nie vollkommen fertiggestellt werden. Auch der geplante Domneubau stieß auf verschiedene Hindernisse (u. a. die Revolution von 1848) und wurde erst Jahrzehnte später ausgeführt.